# Воробьёв, Василий Ильич
Васи́лий Ильи́ч Воробьёв (20 августа 1923, Крапивна, Брянская губерния — 2 марта 1995, Лунинец, Брестская область) — советский военнослужащий, участник Великой Отечественной войны, полный кавалер ордена Славы, разведчик 1225-го стрелкового полка, сержант.

## Биография
Родился 20 августа 1923 года в селе Кропивно (ныне — в составе пгт Алтухово, Навлинский район Брянской области). Окончил начальную среднюю школу. Работал в колхозе.
В армии с августа 1941 года. Участник Великой Отечественной войны с августа 1941 года. Воевал в пехоте.
Разведчик 1225-го стрелкового полка 369-й стрелковой дивизии сержант В. И. Воробьёв в ночь на 22 апреля 1944 года у деревни Давидовичи вместе с группой разведчиков проник в расположение противника и захватил «языка», который дал ценные сведения. За мужество и героизм, проявленные в боях, 29 апреля 1944 года награждён орденом Славы 3-й степени.
16 марта 1945 года группа разведчиков под его командованием проникла в расположение противника юго-западнее города Данциг, провела разведку боем и разгромила дислоцированный в населённом пункте Боян гарнизон. Лично поразил около 10 и взял в плен 2 немецких солдат. За мужество и героизм, проявленные в боях, 1 апреля 1945 года награждён орденом Славы 2-й степени.
В ночь на 17 апреля 1945 года в составе группы форсировал реку Одер в районе города Гартц и 3 суток вместе с бойцами отбивал на захваченном плацдарме контратаки противника. Лично уничтожил свыше взвода фашистов, 2 офицеров взял в плен.
За мужество и героизм, проявленные в боях, Указом Президиума Верховного Совета СССР от 29 июня 1945 года сержант Воробьёв Василий Ильич награждён орденом Славы 1-й степени.
В 1945 году старшина В. И. Воробьёв демобилизован. Работал старшим кондуктором на железной дороге. Жил в городе Лунинец Брестской области. Участник парадов Победы 24 июня 1945 года и 9 мая 1985 года. Умер 2 марта 1995 года.
Награждён орденами Отечественной войны 1-й степени, Красной Звезды, Славы 3-х степеней, медалями.